# NGC 186
NGC 186 est une galaxie lenticulaire barrée située dans la constellation des Poissons. NGC 186 a été découverte par l'ingénieur irlandais Bindon Stoney en 1850.

## Caractéristiques
Sa vitesse par rapport au fond diffus cosmologique est de 4 318 ± 56 km/s, ce qui correspond à une distance de Hubble de 63,7 ± 4,5 Mpc (∼208 millions d'al).